# Абдуллино (Аургазинский район)
Абду́ллино (баш. Абдулла) — деревня в Аургазинском районе Республики Башкортостан Российской Федерации. Входит в состав Семенкинского сельсовета. 

## География

### Географическое положение
Расстояние до:
- районного центра (Толбазы): 28 км,
- центра упразднённого Турсагалинского сельсовета (Шланлы): 1 км,
- ближайшей ж/д станции (Стерлитамак): 39 км.

## История
До 2008 года входила в Турсагалинский сельсовет. После его упразднения деревня вошла в состав Семёнкинского сельсовета (Закон Республики Башкортостан от 19.11.2008 № 49-з «Об изменениях в административно-территориальном устройстве Республики Башкортостан в связи с объединением отдельных сельсоветов и передачей населённых пунктов»).

## Население
| 2002 | 2009 | 2010 |
| ---- | ---- | ---- |
| 81   | ↗90  | ↗91  |

Национальный состав
Согласно переписи 2002 года, преобладающая национальность — чуваши (90 %).